# Notamacropus parryi
Notamacropus parryi là một loài động vật có vú trong họ Macropodidae, bộ Hai răng cửa. Loài này được Bennett mô tả năm 1834.

## Hình ảnh

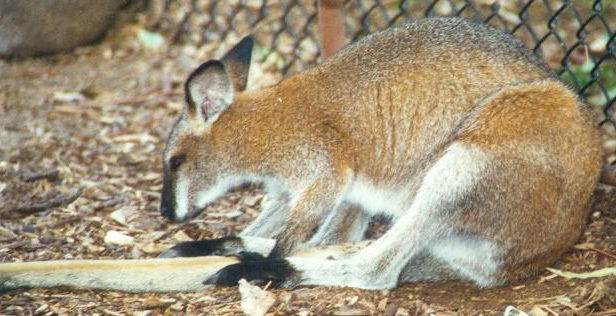
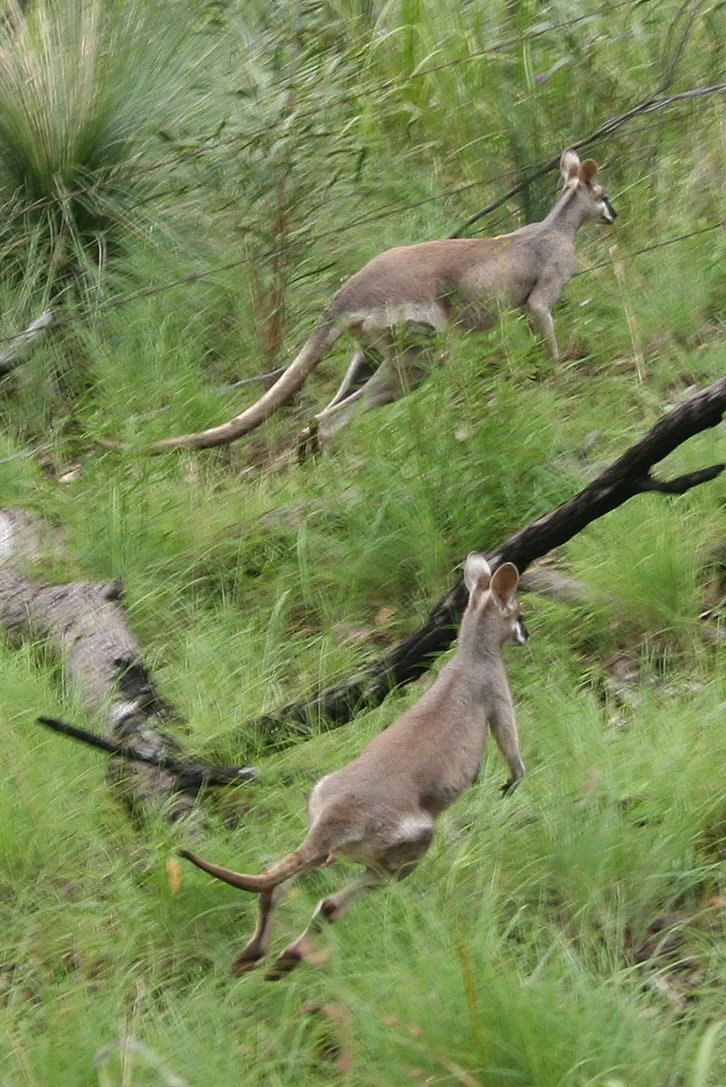
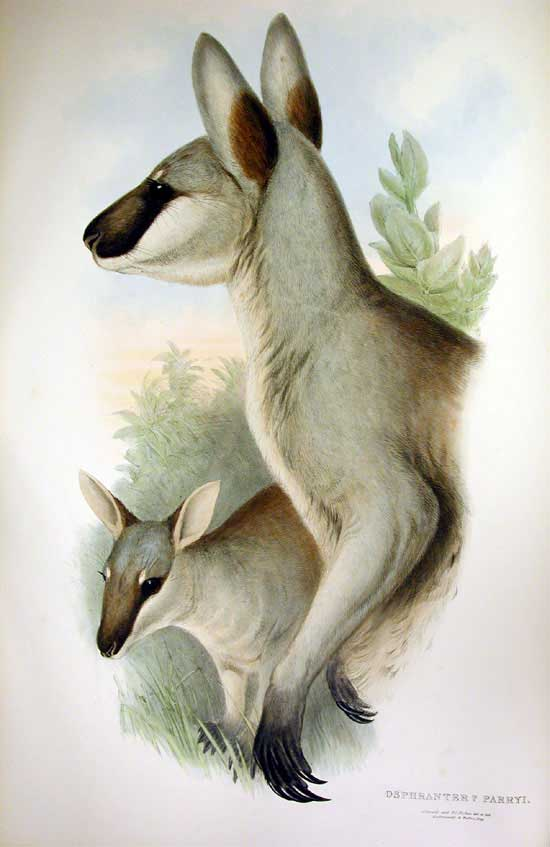